# J'ai quelque chose à vous dire (album)
Singles
1. Ma dernière lettre
Sortie : 12 novembre 2018
2. Eternel
Sortie : 3 décembre 2018

J'ai quelque chose à vous dire est le treizième album de David Hallyday, sorti le 7 décembre 2018.

## Historique
En février 2018, soit deux mois après le décès de son père, David Hallyday commence la composition des titres de l'album en s'entourant de trois paroliers Lionel Florence, Arno Santamaria et Julie d'Aimé et du producteur et musicien Pierre Jaconelli avec lequel il avait réalisé Tu ne m’as pas laissé le temps et Sang pour Sang.
En avril, les 11 chansons sont terminées et ont été créées dans l'ordre chronologique de leur apparition sur l'album : « J’avais besoin de sortir toute cette douleur. Dans une période très violente, cet album a été une bouée de sauvetage. Il m’a permis de me protéger, de faire mon deuil et de me reconstruire ».
Le 12 novembre 2018, le titre Ma dernière lettre est dévoilé après sa diffusion aux NRJ Music Awards sur TF1. Le clip est réalisé par Laura Smet,. Le second titre Eternel, sort le 3 décembre. Ces deux premiers extraits font référence au 5 décembre 2017, jour de la mort de Johnny Hallyday où David n'a pu voir son père et lui a écrit une lettre que ce dernier n'a pas pu lire,.
Le 23 décembre 2018, l'album est disque d'or avec 50 000 exemplaires vendus puis au mois de février 2019 l'album est disque de platine pour plus de 100 000 ventes.

## Titres
| No  | Titre                          | Auteur                          | Durée |
| --- | ------------------------------ | ------------------------------- | ----- |
| 1.  | J'ai quelque chose à vous dire | Lionel Florence, David Hallyday | 4:09  |
| 2.  | A toi je pardonne              | Lionel Florence, David Hallyday | 4:23  |
| 3.  | Ma dernière lettre             | Arno Santamaria, David Hallyday | 3:36  |
| 4.  | Le nerf de la guerre           | Lionel Florence, David Hallyday | 3:33  |
| 5.  | En vie                         | Lionel Florence, David Hallyday | 3:45  |
| 6.  | Seul au monde                  | Julie d'Aimé, David Hallyday    | 4:42  |
| 7.  | Eternel                        | Arno Santamaria, David Hallyday | 3:53  |
| 8.  | Mauvais choix                  | Arno Santamaria, David Hallyday | 3:21  |
| 9.  | Rappelle-moi de t'oublier      | Lionel Florence, David Hallyday | 4:12  |
| 10. | Jamais dire jamais             | Lionel Florence, David Hallyday | 3:33  |
| 11. | My reflexion                   | Julie d'Aimé, David Hallyday    | 3:33  |

## Classement hebdomadaire
| Classement (2018)            | Meilleure position |
| ---------------------------- | ------------------ |
| Belgique (Wallonie Ultratop) | 7                  |
| France (SNEP)                | 5                  |
| Suisse (Schweizer Hitparade) | 14                 |